# 科瓦奇希道
科瓦奇希道（匈牙利語：Kovácshida），是匈牙利巴兰尼亚州所辖的一个村。总面积8.09平方公里，总人口271人，人口密度33.5人/平方公里（2011年1月1日）。